# وكالة الإشراف المحكمة على خدمات المحاكم
تأسست وكالة الإشراف المحكمة على خدمات المحاكم (CSOSA)، تحت العاصمة وتحسين قانون الحكم الذاتي لعام 1997، للإشراف على المختبرون و المفرج عنهم بشروط ، وتقديم خدمات ما قبل المحاكمة في واشنطن، DC . تم التعامل مع هذه الوظائف من قبل المحكمة العليا في مقاطعة كولومبيا ووكالة الخدمات التجريبية المبدئية. خلال السنوات الثلاث الأولى، عملت تحت وصاية جون كرفر، وأصبحت رسميًا وكالة فيديرالية في أغسطس 2000.
تجرى اختبار المخدرات وتدير برنامج علاج تعاطي المخدرات، كجزء من برنامج إشراف المجتمع.

## روابط خارجية
- خدمات المحكمة والإشراف على الجاني